# Stadion im. Micheila Meschiego
Stadion im. Micheila Meschiego – stadion piłkarski w Tbilisi, stolicy Gruzji. Został otwarty w 2001 roku. Nosi imię gruzińskiego piłkarza, Micheila Meschiego. Może pomieścić 27 223 widzów. Swoje spotkania rozgrywa na nim drużyna Lokomotiwi Tbilisi.